# Dell'amore e di altri demoni
Dell'amore e di altri demoni (titolo originale: Del amor y otros demonios) è un romanzo di Gabriel García Márquez. Pubblicato nel 1994, in Italia è apparso nello stesso anno, per la traduzione di Angelo Morino.

## Trama
Il romanzo è ambientato a Cartagena de Indias, in Colombia nella seconda metà del XVIII secolo.
Il racconto narra la storia di una giovane marchesina dai lunghi capelli biondi, Sierva María de Todos los Ángeles che, figlia indesiderata di un pigro e annoiato marchese e di una contrabbandiera, cresce insieme alla servitù, imparando i dialetti africani degli schiavi e i loro rituali. L'odio profondo che le rivolge fin da bambina la madre e la totale indifferenza del padre fanno sì che la ragazza crescendo si isoli sempre più dal mondo civile, trovando conforto solo nella solitudine e affinando le sue capacità di mentire a tutti e su qualunque cosa.
Un giorno la ragazza viene morsa da un cane rabbioso e la paura che ella possa morire in un modo tanto atroce desta nel padre un amore per la figlia in precedenza mai provato. Ciò lo porterà ad affidarla alle cure inusuali di un discusso quanto talentuoso medico di nome Abrenuncio. Ciò nonostante, la malattia della ragazza peggiora, fino a farla ritenere posseduta dal demonio: il vescovo della città ordina al padre di rinchiuderla nel convento delle monache di clausura, dove la ragazza subisce i soprusi delle altre monache che la credono una creatura di Satana. Ad aiutare la ragazza interverrà un giovane prete, che cercherà di salvarla, dimostrando che non si tratta di possessione e tanto meno di mal di rabbia. Tra il prete e la bellissima ragazza si farà strada, mettendo a dura prova la fermezza di lui, il «demone più terribile», l'amore.

## Adattamenti
Nel 2009 fu realizzata una versione cinematografica in spagnolo del libro con lo stesso titolo per la regia di Hilda Hidalgo.

## Edizioni in italiano
- Gabriel García Márquez; Dell'amore e di altri demoni, traduzione di Angelo Morino, A. Mondadori, Milano 1994
- Gabriel García Márquez; Dell'amore e di altri demoni, traduzione di Angelo Morino, Mondadori-De Agostini, Novara 1997
- Gabriel García Márquez; Dell'amore e di altri demoni, traduzione di Angelo Morino, Oscar Mondadori, Milano stampa 2003 ISBN 88-04-51600-3
- Gabriel García Márquez; Opere, 2, a cura e con un saggio introduttivo di Bruno Arpaia, A. Mondadori, Milano 2004 (contiene: L'incredibile e triste storia della candida Erendira e della sua nonna snaturata; L'autunno del patriarca; Cronaca di una morte annunciata; L'amore ai tempi del colera; Il generale nel suo labirinto; Dodici racconti raminghi; Dell'amore e di altri demoni), ISBN 978-88-04-52042-9
- Gabriel García Márquez; Dell'amore e di altri demoni, Legge: Troian Gianni, Centro Internazionale del Libro parlato "Adriano Sernagiotto"-ONLUS, Feltre 2010